# Peter Stumpp
Peter Stumpp nebo také Peter Stubbe (* kolem 1525 Epprath, Kolínské kurfiřtství † 28. října 1589, Kolín nad Rýnem) byl německý sedlák a údajně sériový vrah a kanibal známý také jako „vlkodlak z Bedburgu“.

## Historické zdroje
Nejúplnější zdroj tohoto tématu je brožura o 16 stranách vydaná v Londýně roku 1590, což byl zřejmě překlad německého tisku, jehož se nedochovala žádná kopie. Od anglické brožury se dochovaly dvě kopie, které byly znovu objeveny okultistou Montague Summersem v roce 1920. Brožura popisuje Stumppův život, údajné zločiny a soud, včetně mnoha výpovědí sousedů a svědků v soudním procesu.
Další informace lze nalézt v deníku Hermanna z Weinsbergu, radního v Kolíně nad Rýnem, s mnoha ilustracemi, který však byl vytisknut v jižním Německu. Pravděpodobně byl založen na německé verzi anglické brožury. Originální dokumenty se pravděpodobně ztratily za třicetileté války (1618–1648), která se přehnala také přes Porýní.

## Život
Peter Stumpp nebo Peter Stumpf získal své přízvisko z toho důvodu, že jeho levá ruka mu byla – neznámo kdy – useknuta, takže z ní zůstal jen pahýl (německy spisovně Stumpf). Jeho jméno se vyskytuje také ve formách jako Peter Stube, Petr Stubbe a Peter Stübbe.
Narodil se ve vesnici Epprath poblíž Bedburgu nedaleko Kolína nad Rýnem. Datum narození není známo, protože místní kostel byl zničen během třicetileté války. Byl to bohatý sedlák a zřejmě vlivný člen venkovské komunity. Po roce 1580 byl pravděpodobně vdovcem se dvěma dětmi – dívka se jmenovala Beele (Sybil), zřejmě byla starší než 15 let, a syn neznámého věku. Několik let před svým soudem měl intimní vztah se svou vzdálenou příbuznou Katharinou Trump(ovou) (jméno mohlo také znít „Trumpen“ nebo „Trompen“).

## Obvinění
V roce 1589 byl se Stumppem konán soudní proces, kde byl vylíčen jako nejhnusnější a nejslavnější vlkodlak v dosavadní historii. Pod mučením na skřipci se přiznal k ovládání černé magie od svých 12 let. Prohlásil, že mu ďábel dal kouzelný opasek, který mu umožňoval se proměnit „na něco chamtivého, silného a mocného; hltajícího vlka s očima velkýma a hlubokýma, které v noci jiskřily jako oheň, s ústy velkými a širokými, s nejostřejšími a nejkrutějšími zuby, obrovským tělem a mocnými tlapami.“ Pokud sundal opasek, mohl se proměnit zpět v člověka.
Dále na mučení vypověděl, že byl po dobu 25 let nenasytný („krvežíznivý“) a cpal se masem koz, jehňat a ovcí, stejně tak masem mužů, žen a dětí. Ze strachu před dalším mučením se přiznal k zabíjení a pozření čtrnácti dětí, dvou těhotných žen a jejich zárodků. Jedním ze čtrnácti dětí měl být jeho vlastní syn.
Stumpp nebyl obviněn jen ze sériové vraždy a z kanibalismu, ale také z incestního poměru se svojí dcerou, která byla rovněž odsouzena k smrti. Krom toho se přiznal ke styku se sukubou, kterou k němu poslal ďábel.

## Poprava
Jeho poprava v Kolíně nad Rýnem byla jednou z nejsurovějších, které kdy byly zaznamenány. Byl připoután ke kolu. Na deseti místech bylo jeho maso trháno pomocí rozpálených kleští. Jeho údy byly zlomeny tupou stranou hlavy sekery, kvůli obavám o jeho možné navrácení ze záhrobí následovalo stětí hlavy a upálení. Jeho dcera Sybil (Beell) a jeho milenka Katharina Trumpová byly uškrceny a upáleny společně se Stumppovým tělem. Zdroje neuvádí, za jaké zločiny byly ony odsouzeny k smrti. Jako varování před podobnými skutky umístily místní autority kůl s mučicím kolem, figurkou vlka na něm a na samý vrchol kůlu umístily sťatou hlavu Petera Stumppa.

## Pozadí
Je naprosto nemožné zpětně určit, zda se Stumpp skutečně dopustil zločinů, ze kterých byl obviněn a ke kterým se na mučení přiznal. Možná byl sériový vrah, ale v anglické brožuře se nachází mnoho detailů, které jsou v rozporu s historickými fakty.

## V kultuře
- Americká metalová skupina Macabre nazpívala píseň o Peterovi Stumppovi s názvem „The Werewolf of Bedburg“ (Vlkodlak z Bedburgu); lze ji najít na albu Murder Metal.

- Peter Stubbe je zmíněn v albu Tajemství Daniela Landy v 11. písni s názvem Lykantropie, společně s Gillesem Garnierem.
- Německá power metalová skupina Powerwolf nahrála píseň o Stumppovi s názvem "1589"